# Mónica Ayos
Mónica Ayos  (Buenos Aires, Argentína, 1973. június 19. –) argentin színésznő.

## Élete
Mónica Ayos 1973. június 19-én született Buenos Airesben. 2005-ben szerepet kapott A szerelem rabjai című telenovellában a Telefénél, ahol Isabella szerepét játszotta. 2006-ban az El Trecéhez szerződött, ahol a Te vagy az életem című sorozatban játszott. 2011-ben szerződést írt alá a Televisával, ahol megkapta Leonela szerepét A szerelem diadala című telenovellában.
Feleségül ment Diego Olivera színészhez, akitől két gyermeke született.

## Televízió
- Chabonas (2000)
- Un cortado, historias de café (2002)
- Franco Buenaventura, el profe (2002)
- Tiempo final (2002)
- Costumbres argentinas (2003)
- De pé a pá (2003)
- Panadería los Felipe (2003–2004)
- De la cama al living (2004)
- A szerelem rabjai (Amor en custodia) (2005)
- Historias de sexo de gente común (2005)
- Pecados capitales (2005)
- Te vagy az életem (Sos mi vida) (2006)
- Mujeres asesinas (2007)
- Por amor a vos (2008)
- Botineras (2009)
- Herencia de amor (2010)
- Marichuy – A szerelem diadala (Triunfo del amor) (2011)
- Volver al ruedo (2011)
- La pelu (2012)
- El sustituto (2012)
- Dulce amor (2012)
- Amores verdaderos (2013)
- Como dice el dicho (2014)
- Antes muerta que Lichita (2015)
- Las Amazonas (2016)